# فرانك إي. جاكسون جونيور
فرانك إي. جاكسون جونيور (بالإنجليزية: Frank E. Jackson, Jr.)‏ هو مخرج أمريكي، ولد في 2 يوليو 1965 في شيكاغو في الولايات المتحدة.

## وصلات خارجية
- فرانك إي. جاكسون جونيور على موقع IMDb (الإنجليزية)
- فرانك إي. جاكسون جونيور على موقع أول موفي (الإنجليزية)
- فرانك إي. جاكسون جونيور على موقع كينوبويسك (الروسية)